# Kazimierz Obsadny
Kazimierz Obsadny (ur. 23 grudnia 1948 w Ostrzeszowie zm. 19 czerwca 2022) – polski polityk, samorządowiec, przedsiębiorca, związkowiec, działacz opozycji w czasach PRL.

## Życiorys
W 1975 ukończył Technikum Ekonomiczne w Kępnie. Od 1965 do 1991 pracował w Fabryce Urządzeń Mechanicznych Ponar Ostrzeszów. W latach 1969–1970 był członkiem PZPR, następnie zaangażował się w działalność opozycyjną. W 1980 był przywódcą strajku w Ponarze i współtwórcą struktur NSZZ „Solidarność”, a następnie ich przewodniczącym w Ostrzeszowie. Pełnił funkcję przewodniczącego Międzyzakładowej Komisji Porozumiewawczej związku, był także członkiem zarządu regionalnego i delegatem na I Krajowy Zjazd Delegatów w Gdańsku. Współtworzył także ostrzeszowską organizację NSZZ „Solidarność” Rolników Indywidualnych.
W grudniu 1981 został internowany. Przebywał w ośrodkach odosobnienia w Ostrowie Wielkopolskim i Głogowie. W marcu 1982 uczestniczył w proteście głodowym. W tym samym miesiącu został zwolniony. Następnie działał w podziemiu, drukując i kolportując niezależne wydawnictwa. Od maja do października 1982 był ponownie internowany za domaganie się legalizacji „Solidarności”. W 1983 został skazany za działalność opozycyjną na karę 10 miesięcy pozbawienia wolności z warunkowym zawieszeniem jej wykonania na okres dwóch lat próby. W połowie lat 80. działał w Duszpasterstwie Ludzi Pracy, współorganizując w Ostrzeszowie Msze za Ojczyznę. W 1987 założył NSZZ „Solidarność” FUM Polnar Ostrzeszów, działający poza strukturami ogólnopolskimi „Solidarności”. W 1988 jako niezależny delegat uczestniczył w sesji Międzynarodowej Organizacji Pracy w Genewie. Współpracował z Radiem Solidarność.
W 1989 był uczestnikiem obrad Okrągłego Stołu z ramienia Stronnictwa Demokratycznego, do którego należał od 1984 do 1989. Od 1992 do 2002 prowadził działalność gospodarczą. W wyborach parlamentarnych w 1997 bez powodzenia kandydował do Sejmu z ramienia Ruchu Odbudowy Polski (otrzymał 855 głosów). W 2000 wstąpił do Samoobrony RP, z listy której w wyborach samorządowych w 2002 uzyskał mandat radnego rady powiatu ostrzeszowskiego. W wyborach parlamentarnych w 2005 bez powodzenia kandydował z ramienia tego ugrupowania do Senatu w okręgu kaliskim. Następnie wystąpił z Samoobrony RP, a w wyborach samorządowych w 2006 uzyskał reelekcję do rady powiatu z listy Prawa i Sprawiedliwości. W 2010 został ponownie wybrany na radnego z ramienia Platformy Obywatelskiej. W 2014 utrzymał mandat na kolejną kadencję, startując z listy lokalnego komitetu (utracił go w 2018).

## Odznaczenia
- Krzyż Kawalerski Orderu Odrodzenia Polski (2022, za wybitne zasługi w działalności na rzecz przemian demokratycznych w Polsce, za osiągnięcia w podejmowanej z pożytkiem dla kraju pracy społeczne)[9]
- Krzyż Wolności i Solidarności (2019, za zasługi w działalności na rzecz niepodległości i suwerenności Polski oraz respektowania praw człowieka w Polskiej Rzeczypospolitej Ludowej)[10]